# Qualifications à la Coupe d'Afrique des nations de football 1968
Pour un article plus général, voir Coupe d'Afrique des nations de football 1968.
Cet article présente la phase qualificative à la Coupe d'Afrique des nations 1968.
Six billets sont à distribuer aux 20 pays participant à ces qualifications. L'Éthiopie, l'organisateur du tournoi et le Ghana, tenant du titre, sont exempts de ces joutes.
Les équipes engagées sont réparties en six groupes de trois ou quatre. Seul le premier (ou le vainqueur) de chaque poule obtient sa qualification pour la phase finale en Éthiopie.

## Résultats

### Groupe 1
| Rang | Équipe  | Pts | J | G | N | P | Bp | Bc | Diff |  | Résultats (▼ dom., ► ext.) |     |     |     |
| ---- | ------- | --- | - | - | - | - | -- | -- | ---- |  | -------------------------- | --- | --- | --- |
| 1    | Sénégal | 5   | 4 | 2 | 1 | 1 | 9  | 6  | +3   |  | Sénégal                    |     | 4-1 | 4-1 |
| 2    | Guinée  | 5   | 4 | 2 | 1 | 1 | 9  | 6  | +3   |  | Guinée                     | 3-0 |     | 3-0 |
| 3    | Liberia | 2   | 4 | 0 | 2 | 2 | 4  | 10 | -6   |  | Liberia                    | 1-1 | 2-2 |     |

Match d'appui :
|  | Sénégal | 2 - 1 | Guinée |  |  |
|  |         |       |        |  |  |

### Groupe 2
| Rang | Équipe      | Pts | J | G | N | P | Bp | Bc | Diff |  | Résultats (▼ dom., ► ext.) |     |     |     |
| ---- | ----------- | --- | - | - | - | - | -- | -- | ---- |  | -------------------------- | --- | --- | --- |
| 1    | Algérie     | 8   | 4 | 4 | 0 | 0 | 9  | 2  | +7   |  | Algérie                    |     | 1-0 | 3-1 |
| 2    | Mali        | 4   | 4 | 2 | 0 | 2 | 5  | 4  | +1   |  | Mali                       | 0-3 |     | 4-0 |
| 3    | Haute-Volta | 0   | 4 | 0 | 0 | 4 | 2  | 10 | -8   |  | Haute-Volta                | 1-2 | 0-1 |     |

### Groupe 3
| Rang | Équipe        | Pts | J | G | N | P | Bp | Bc | Diff |  | Résultats (▼ dom., ► ext.) |     |     |     |
| ---- | ------------- | --- | - | - | - | - | -- | -- | ---- |  | -------------------------- | --- | --- | --- |
| 1    | Côte d'Ivoire | 7   | 4 | 3 | 1 | 0 | 7  | 0  | +7   |  | Côte d'Ivoire              |     | 2-0 | 3-0 |
| 2    | Nigeria       | 3   | 4 | 1 | 1 | 2 | 4  | 5  | -1   |  | Nigeria                    | 0-0 |     | 4-2 |
| 3    | Togo          | 2   | 4 | 1 | 0 | 3 | 3  | 9  | -6   |  | Togo                       | 0-2 | 1-0 |     |

### Groupe 4
|  | Demi-finales          | Demi-finales          | Demi-finales |         |   | Finale | Finale | Finale |  |  |  |  |  |  |  |
|  |                       |                       |              |         |   |        |        |        |  |  |  |  |  |  |  |
|  |                       |                       |              |         |   |        |        |        |  |  |  |  |  |  |  |
|  |                       |                       |              |         |   |        |        |        |  |  |  |  |  |  |  |
|  | Ouganda               | 2                     | 3            |         |   |        |        |        |  |  |  |  |  |  |  |
|  | Ouganda               | 2                     | 3            |         |   |        |        |        |  |  |  |  |  |  |  |
|  | Kenya                 | 1                     | 3            |         |   |        |        |        |  |  |  |  |  |  |  |
|  | Kenya                 | 1                     | 3            | Ouganda | 0 | Q.     |        |        |  |  |  |  |  |  |  |
|  |                       |                       |              |         | 0 | Q.     |        |        |  |  |  |  |  |  |  |
|  |                       | République arabe unie | 1            | f.      |   |        |        |        |  |  |  |  |  |  |  |
|  | République arabe unie | République arabe unie | 1            | f.      | 3 | 2      |        |        |  |  |  |  |  |  |  |
|  | République arabe unie |                       |              |         | 3 | 2      |        |        |  |  |  |  |  |  |  |
|  | Libye                 | 2                     | 2            |         |   |        |        |        |  |  |  |  |  |  |  |

### Groupe 5
| Rang | Équipe   | Pts | J | G | N | P | Bp | Bc | Diff |  | Résultats (▼ dom., ► ext.) |     |       |     |
| ---- | -------- | --- | - | - | - | - | -- | -- | ---- |  | -------------------------- | --- | ----- | --- |
| 1    | Congo    | 5   | 3 | 2 | 1 | 0 | 3  | 2  | +1   |  | Congo                      |     | G.-f. | 2-1 |
| 2    | Tunisie  | 3   | 4 | 1 | 1 | 2 | 5  | 3  | +2   |  | Tunisie                    | 1-1 |       | 4-0 |
| 3    | Cameroun | 2   | 3 | 1 | 0 | 2 | 3  | 6  | -3   |  | Cameroun                   |     | 2-0   |     |

- La Tunisie déclare forfait pour le match au Congo-Brazzaville et perd la rencontre sur décision de la CAF. La dernière rencontre entre le Cameroun et le Congo-Brazzaville n'est pas disputée, en raison de la qualification assurée des Congolais pour la phase finale.

### Groupe 6
|  | Demi-finales                     | Demi-finales | Demi-finales |                                  |   | Finale | Finale | Finale |  |
|  |                                  |              |              |                                  |   |        |        |        |  |
|  | [ ] : Match d'appui              |              |              |                                  |   |        |        |        |  |
|  |                                  |              |              |                                  |   |        |        |        |  |
|  | République démocratique du Congo | 3            | 0 [2]        |                                  |   |        |        |        |  |
|  | République démocratique du Congo | 3            | 0 [2]        |                                  |   |        |        |        |  |
|  | Soudan                           | 2            | [1] 1        |                                  |   |        |        |        |  |
|  | Soudan                           | 2            | [1] 1        | République démocratique du Congo | 1 | 1      |        |        |  |
|  |                                  |              |              |                                  | 1 | 1      |        |        |  |
|  |                                  | Tanzanie     | 0            | 0                                |   |        |        |        |  |
|  | Tanzanie                         | Tanzanie     | 0            | 0                                | 1 | 1      |        |        |  |
|  | Tanzanie                         |              |              |                                  | 1 | 1      |        |        |  |
|  | Maurice                          | 0            | 1            |                                  |   |        |        |        |  |

## Qualifiés
- Ghana (champion d'Afrique en titre)
- Éthiopie (pays organisateur)
- Sénégal
- Algérie
- Côte d'Ivoire
- Ouganda
- Congo
- République démocratique du Congo